# Фёдоровка (Курманаевский район)
Фёдоровка — село в Курманаевском районе Оренбургской области России. Входит в состав Андреевского сельсовета.

## География
Село находится в западной части Оренбургской области, в пределах Восточно-Европейской равнины, в степной зоне, на правом берегу реки Бузулук, на расстоянии примерно 28 км (по прямой) к юго-юго-западу (SSW) от села Курманаевка, административного центра района. Абсолютная высота — 115 м над уровнем моря.
Климат
Климат характеризуется как резко континентальный, засушливый, с морозной зимой и жарким летом. Среднегодовая температура составляет 3,5 °C. Средняя температура воздуха самого тёплого месяца (июля) — 21 — 21,5 °C (абсолютный максимум — 38 °C); самого холодного (января) — −14,5 °C (абсолютный минимум — −42 °C). Среднегодовое количество атмосферных осадков составляет 300—400 мм..
Часовой пояс
Село Фёдоровка, как и вся Оренбургская область, находится в часовой зоне МСК+2. Смещение применяемого времени относительно UTC составляет +5:00.

## Население
| 2010 |
| ---- |
| 175  |

Гендерный состав
По данным Всероссийской переписи населения 2010 года, в гендерной структуре населения мужчины составляли 49,7 %, женщины — соответственно 50,3 %.
Национальный состав
Согласно результатам переписи 2002 года, в национальной структуре населения русские составляли 96 % из 262 чел.

## Палеонтология
В районе села Фёдоровка найдены окаменелости темноспондильных амфибий, обитавших в раннем триасовом периоде. Ископаемые остатки бентозуха (Benthosuchus), Prothoosuchus и, возможно, Thoosuchus обнаружены в нижнеоленёкском подъярусе.